# エールフランス422便墜落事故
エールフランス422便墜落事故は、1998年4月20日に発生した航空事故。エルドラド国際空港発マリスカル・スクレ国際空港行の定期便だったエールフランス422便（ボーイング727-230）がエルドラド国際空港から離陸直後に山へ激突し、墜落した。乗員乗客53人は全員死亡した。また、422便はエクアドルの航空会社であるTAMEが、ウェット・リースしていた便であった。

## 事故機
事故機のボーイング 727-230（HC-BSU）は、TAMEがエールフランスへウェット・リースし、エールフランスが運航する機材だった。3基のプラット・アンド・ホイットニー JT8D-15を搭載していた事故機は、1979年に初飛行を行い、34,586時間、26,475サイクルを飛行していた。

## 事故の経緯
422便の乗員は定期的にボゴタからキトへ向い、再びボゴタへ戻るフライトを行っていた。422便は、パリ～ボゴタ間はエールフランスのエアバスA340により運航され、ボゴタから事故機により運航されていた。乗客のほとんどはフランス人かエクアドル人で、少なくとも37人がフランス人だった。ボゴタからは4人が新たに搭乗した。
422便はエルドラド国際空港の滑走路13から離陸した。離陸後は、そのまま2マイル直進し、ロメオ（Romeo）で90度の右旋回を行う予定だった。しかし、422便はロメオで右旋回を行わずに、直進し続けた。16時47分に、機体は標高10,170フィート (3,100 m)のCerro el Cableの山頂から150フィート (46 m)地点、空港から1,650フィート (500 m)ほど高い地点に墜落した。

## 事故原因
目撃者は422便は低空を飛行しており、エンジンに問題があったように見えたと話した。また、一部の目撃者は墜落前に機体が爆発したと証言した。コックピットボイスレコーダーとフライトデータレコーダーは現場から回収された。
原因として、離陸後に通常の飛行から逸脱し、山岳地帯へむかってしまったパイロットエラーと状況認識の欠如が考えられる。